# Maja Petrin
Maja Petrin (Zagreb, 3. srpnja 1972. – Zagreb, 4. ožujka 2014.), bila je hrvatska glumica.

## Životopis

### Školovanje
Diplomirala je 1988. na Školi za ritmiku i ples. Nakon toga sedam je godina provela u baletnom ansamblu Gradskog kazališta Komedija, a 1993. upisuje studij glume na Akademiji dramske umjetnosti u Zagrebu. 

### Kazalište
Glumila je u kazališnim predstavama: u Histrionima su to bile Tajna krvavog mosta, Doktor pod mus, Lažna barunica, Na tri krala, u Teatru u gostima Zlatni dečki, u karlovačkome Zorinu domu Romanca o tri ljubavi, u zagrebačkome Kerempuhu Cabaret, u Teatru &TD Atentatori, u Teatru Lapsus A sad spavajte, u zagrebačkome HNK-u Nikad više, u zagrebačkoj Komediji Opera za tri groša, Buba u uhu, te na Maloj sceni Dokaz, Život × 3. 
Od 2000. godine do smrti bila je u stalnom angažmanu u Zagrebačkom kazalištu lutaka, među ostalim u predstavama Heidi, Ivica i Marica, Pepeljuga, Bijeli zec, Trnoružica, Svarožić i dr.). 

### Televizija
Širu popularnost stekla je 2004. jednom od glavnih uloga u prvoj hrvatskoj telenoveli Villa Maria, gdje je tumačila lik Zore Rački, najbolje prijateljice glavnog lika, Luke, kojeg je tumačio Damir Markovina. Na casting za Zabranjenu ljubav došla je u proljeće 2006., a 3. srpnja, na svoj rođendan, postala je dio glavne glumačke postave serije. Usprkos nastupanju u Zabranjenoj ljubavi prihvatila je i kratku ulogu ruske princeze Irine u AVA-inoj povijesnoj telenoveli Ponos Ratkajevih. Nakon završetka snimanja Zabranjene ljubavi vratila se 2008. godine na AVA-u, gdje je snimila telenovelu Zakon ljubavi.
Godine 1999./2000. na HRT-u je vodila emisiju o filmu "Zvjezdana prašina". 

### Bolest i smrt
Godine 2009. preboljela je infarkt koji joj je ostavio teža oštećenja na srcu. Preminula je iznenada 4. ožujka 2014. godine u Zagrebu.

## Filmografija

### Televizijske uloge
- Da sam ja netko kao asistentica (2015.)
- Stipe u gostima kao Ivona (2011.)
- Pod sretnom zvijezdom kao Biba (2011.)
- Zakon ljubavi kao Korina Lovrić (2008.)
- Hitna 94 kao Sonja Šimić (2008.)
- Ponos Ratkajevih kao Irina Aleksandar (2007.)
- Zabranjena ljubav kao Dunja Barišić (2006. – 2008.)
- Villa Maria kao Zora Rački (2004. – 2005.)
- Obiteljska stvar kao Sanja (1998.)

### Filmske uloge
- Ti mene nosiš kao asistentica (2015.) (postumna uloga)

### Sinkronizacija
- Sofija Prva kao Robin (2013.)
- Marvin Marvin kao Liz Forman (2013.)
- A Fairly Odd Christmas (2012.)
- Mala, velika panda kao gđa. Cheng (2011.)
- Legenda o Tarzanu kao Kraljica La (2009.)
- Kong: Povratak u džunglu kao dr. Jenkins (2007.)
- Pepeljuga kao Anastazija (2005.)
- Victorious kao Holly Vega, Charlotte Harris (1. sezona), gđa. Lee
- Big Time Rush kao Jennifer Knight (1. sezona)
- Spužva Bob Skockani kao Gđa. Pufnić (NET sinkronizacija)
- Pingvini s Madagaskara kao Mort
- iCarly kao gđica. Francine Briggs, Pam Puckett
- Čudnovili roditelji kao Timmy Turner (5. – 6. sezona)
- Pustolovine Jimmyja Neutrona: Dječak genijalac kao Oleander
- Pustolovine Prudence Petitpas kao gospođa Elvire Beschamel
- Oblutak kao Doktorica
- Obitelj Kremenko kao razni likovi
- Looney Tunes kao mišica Alice Crumden

## Vanjske poveznice
- Maja Petrin u internetskoj bazi filmova IMDb-u (engl.)
- Službena stranica "Male scene"  Arhivirana inačica izvorne stranice od 5. ožujka 2016. (Wayback Machine)